# Craspedolepta montana
Craspedolepta montana är en insektsart som beskrevs av Loginova 1962. Craspedolepta montana ingår i släktet Craspedolepta och familjen rundbladloppor. Inga underarter finns listade i Catalogue of Life.